# Gertrude Eyifa-Dzidzienyo
Gertrude Aba Mansah Eyifa-Dzidzienyo, geborene Eyifa, (* 20. Jahrhundert in Ghana) ist eine ghanaische Archäologin, Kuratorin und Hochschullehrerin. Sie ist Dozentin am Institut für Archäologie und Kulturerbeforschung der School of Arts des College of Humanities der University of Ghana. Sie war 2017 die erste Frau in Ghana, die in Archäologie promoviert wurde und die erste Dozentin in der Abteilung für Archäologie. Ihre Forschungsinteressen umfassen die Restitution ghanaischen Kulturerbes in europäischen Museen, Museumskuratierung und -ausstellung sowie Gender Studies in Archäologie und Ethnoarchäologie.

## Leben und Werk
Eyifa-Dzidzienyo ist die Tochter von Kwaw Ackom Eyifa und Janet Boadi Opoku, ist eine Fante und stammt aus Agona Nyarkrom in der  Zentralregion. Sie besuchte die New Juabeng Secondary Commercial School und studierte Archäologie mit einem Master-Abschluss und 2016 einer Promotion in Archäologie. Das Thema ihrer Dissertation lautete: Archaeology and heritage management practices in Ghana: assessment of Tengzug heritage preservation and development. (Archäologie und Kulturerbemanagement in Ghana: Bewertung der Erhaltung und Entwicklung des Kulturerbes in Tengzug).
Seit 2009 ist sie Kuratorin des Archäologischen Museums in der Abteilung für Archäologie und Kulturerbeforschung in Legon. Sie arbeitet mit einem Museumsteam an der Organisation von Ausstellungen und der Kuratierung von Sammlungen. Die Ausstellung, die sie und ihr Team im Oktober 2017 organisierten, befasste sich mit dem Leben und Werk des verstorbenen Professors James Anquandah, dem ersten ghanaischen Archäologen.
Im November 2017 wurde sie zum Mitglied des Vorstands des Ghana Museums and Monuments Board ernannt. Im Dezember 2017 kehrte sie an das British Museum zurück, um am International Training Programme (ITP)-Kurs Fotografie und Dokumentation mit Stipendiaten aus China, Ägypten, Malaysia, Südafrika, Sudan, Tansania und Simbabwe sowie verschiedenen ITP-Jahrgängen teilzunehmen.
Im Mai 2018 wurde sie zur kommissarischen Geschäftsführerin des Ghana Museums and Monuments Board (GMMB) ernannt. Das GMMB ist die nationale Institution, die für alle regionalen Museen und Denkmäler in Ghana zuständig ist. Ihr Auftrag bestand darin, die Institution umzustrukturieren. Diese Funktion endete im Oktober 2018 und sie ist weiterhin Mitglied des Vorstands des Ghana National Museum.
Eyifa-Dzidzienyo heiratete den Geschäftsmann Frank Enyonam Dzidzienyo, mit dem sie zwei Kinder bekam.

## Forschung
Eyifa-Dzidzienyo ist Dozentin an der University of Ghana im Fachbereich Archäologie und Kulturerbeforschung. Ihre Forschungsschwerpunkte sind Museologie, Denkmalpflege und -erhaltung, Genderfragen in der Archäologie und Ethnographie. Ihr aktueller Forschungsschwerpunkt liegt auf Fragen im Zusammenhang mit Museen und der Restitution von Kulturgütern in Ghana.
Sie arbeitet in dem seit 2021 existierenden internationalen Netzwerk von Wissenschaftlern und Museumsmitarbeitenden an der Umsetzung von Planet Africa, eine archäologische Zeitreise an sechs Standorten auf dem afrikanischen Kontinent und Deutschland.

### Internationales ForschungsprojektMaterial Migrations
Zusammen mit Vera-Simone Schulz leitete sie das internationale Forschungsprojekt Material Migrations: Mamluk Metalwork across Afro-Eurasia, das von der Gerda Henkel Stiftung gefördert wird. Das Projekt  konzentriert sich auf Metallarbeiten aus dem Mamlukenreich (Ägypten und Syrien) vom späten 13. bis frühen 16. Jahrhundert, die in entfernte Regionen wie das heutige  Nigeria, Ghana, Italien, Äthiopien und China gebracht wurden. Im Rahmen des Projektes werden wissenschaftliche Veranstaltungen organisiert und Artikel und die erste Buchstudie über mamlukische Metallarbeiten in Afro-Eurasien veröffentlicht.